# Ендру Гарфилд
Ендру Расел Гарфилд (енгл. Andrew Russell Garfield; Лос Анђелес, 20. август 1983) амерички и британски је глумац и продуцент најпознатији по улози насловног лика у филмовима Чудесни Спајдермен и Чудесни Спајдермен 2. Номинован је за награду Оскара, БАФТУ и Златни глобус за најбољег глумца у главној улози за улогу Дезмонда Доса у филму Гребен спаса.

## Филмографија
| Улоге  |                              |               |                           | |
| Година | Српски назив                 | Изворни назив | Улога                     | Напомена |
| 2007   | Глинени голубови             |               | Тод Хејс                  | |
| 2007   | Дечко А                      |               | Џек                       | |
| 2008   | Друга Боленова кћи           |               | Франсис Вестон            | |
| 2009   | Маштаоница доктора Парнаса   |               | Антон                     | |
| 2010   | Не дозволи ми да одем        |               | Томи                      | Награда Сатурн за најбољег глумца у споредној улози номинован - БАФТА за будућу звезду |
| 2010   | Друштвена мрежа              |               | Едуардо Саверин           | номинован - Златни глобус за најбољег споредног глумца номинован - Награда BAFTA за најбољег глумца у споредној улози номинован - БАФТА за будућу звезду номинован - Награда Удружења филмских глумаца за најбољу филмску поставу номинован - Онлајн награда Друштва филмских критичара за најбољу споредну мушку улогу                                |
| 2012   | Чудесни Спајдермен           |               | Питер Паркер / Спајдермен | |
| 2014   | Чудесни Спајдермен 2         |               | Питер Паркер / Спајдермен | |
| 2016   | Гребен спаса                 |               | Дезмонд Дос               | номинован - Оскар за најбољег глумца у главној улози номинован - БАФТА за најбољег глумца у главној улози номинован - Златни глобус за најбољег глумца у главној улози (драма) номинован - Награда Удружења филмских глумаца за најбољег глумца у главној улози добитник - Награда Аустралијског филмског института за најбољег глумца у главној улози |
| 2016   | Тишина                       |               | Себастиао Родригез        | |
| 2021   | Тик, тик... Бум!             |               | Џонатан Ларсон            | номинован - Оскар за најбољег глумца у главној улози добитник - Златни глобус за најбољег главног глумца у играном филму (мјузикл или комедија) номинован - Награда Удружења филмских глумаца за најбољег глумца у главној улози номинован - Награда Удружења телевизијских филмских критичара за најбољег глумца у главној улози                      |
| 2021   | Спајдермен: Пут без повратка |               | Питер Паркер / Спајдермен | |